# Osøyro
Osøyro è un villaggio della Norvegia, situato nella municipalità di Bjørnafjorden, nella contea di Vestland.